# Catherine de Pallanza
Catherine de Pallanza (Pallanza, 1437 - Varèse, 6 avril 1478) est une religieuse italienne fondatrice des Sœurs ermites de saint Ambroise ad Nemus, reconnue bienheureuse par l'Église catholique.

## Biographie
Catherine naît à Pallanza sur les rives du Lac Majeur, très tôt elle perd toute sa famille lors d'une épidémie. Vers l'âge de vingt ans, profondément émue par un sermon sur la Passion du Christ, elle se prosterne devant un crucifix et consacre sa virginité à Dieu. Peu de temps après, elle a une vision du Christ crucifié qui lui demande de se vouer à la prière au sanctuaire de Santa Maria del Monte.
Catherine se rend sur les lieux pour y vivre en ermite et se consacre à la Passion du Christ. Environ quatre ans après, elle est rejointe par la bienheureuse Julienne Puricelli. Leur vie de prière et de pénitence suscite une grande admiration et de nombreuses jeunes filles suivent leur exemple, une communauté religieuse se forme sous sa direction. Elle meurt de la peste le 6 avril 1478. Sur son lit de mort, Catherine reçut un crucifix qu'elle baisa et dit : « Je vois mon bien-aimé Crucifié. »

## Culte
Catherine de Pallanza est béatifiée le 16 septembre 1769 par le pape Clément XIV. Elle repose dans la chapelle des religieuses ermites sur le mont sacré du Rosaire à Varèse près du corps de sa disciple, la bienheureuse Julienne Puricelli.

## Source et références
- Site Santi e Beati